# Prirodni odabir
Prirodni odabir je neslučajni proces kojim određene biološke značajke odnosno genotipovi nestaju iz populacije tijekom vremena kao posljedica slabije prilagođenosti uvjetima života nositelja te ili tih značajki. Kao otkriće, načelo odabira glavni je Darwinov doprinos teoriji evolucije, koju on objašnjava borbom za opstanak među pojedinim organizmima, od kojih preživljavaju najsposobniji. Prirodni odabir, dakle, Darwin primjenjuje na jedinke a ne na populacije, a okoliš kao selektivna sila odabire varijante koje su joj najbolje prilagođene. Darwin je time naglasio negativno gledište selekcije, ističući da je ona neumoljiva snaga koja uništava jedne a unaprjeđuje druge. To je stajalište Darwin temeljio na diferenciranom mortalitetu koji može dovesti do diferencirane reprodukcije. Danas je modificirano načelo selekcije temeljna orijentacija u rješavanju evolucijskih problema. Prema Hardy-Weinbergovu pravilu, kao polazištu u populacijskoj genetici, u standardnim uvjetima okoline svi geni populacijskih genskih zaliha dolaze do ravnoteže koja se stalno održava (idealna populacija). Zato je prirodni odabir, osim mutacija, jedina snaga koja uzrokuje promjene u genskoj ravnoteži populacije. Prirodna selekcija utjecaj je bilo kojega faktora iz okoliša organizma. Kao selekcijski faktori mogu djelovati: ekstremne temperature, oborinski omjeri (sušna razdoblja, poplave), kemijski uvjeti, prirodni neprijatelji različitih štetočina i nametnika koji unaprjeđuju evoluciju pojedinih vrsta, zatim paraziti i uzročnici bolesti koji tijekom širenja i djelovanja zaraze selekcijom i umanjenjem populacije snažno utječu na evoluciju domaćinova organizma, a kroz njegovu obranu također i na svoju vlastitu. Natjecanje i borba oko hrane, životnoga prostora i ostalih važnih životnih uvjeta ubraja se u unutarvrstnu selekciju koja podređene skupine potiskuje u nove ekološke niše ili vodi njihovu izumiranju. Tako djeluje selekcijski pritisak. Djelujući tijekom milijuna godina, selekcija omogućuje razvoj novih adaptacija u najrazličitijim sredinama na Zemlji.

## Primjer prirodnog odabira
Poznati primjer prirodnog odabira u akciji je razvoj otpornosti na antibiotike kod mikroorganizama. Od otkrića penicilina 1928. godine, antibiotici se koriste u borbi protiv bakterijskih bolesti. Prirodna populacija bakterija sadrži, između velikog broja pojedinačnih članova, značajne razlike u genetskom materijalu, prvenstveno kao posljedicu mutacija. Kada su izložene antibioticima, većina bakterija će umrijeti brzo, ali neki mogu imati mutacije koje ih čine nešto manje osjetljivima. Ako je izloženost antibioticima kratka, te jedinke će preživjeti tretman. Ovaj odabir uklanjanjem neprilagođenih jedinki iz populacije je prirodni odabir.
Preživjeli bakterije će se ponovno reproducirati, i tako proizvesti nove generacije. Zbog umiranja neprilagođenih jedinki u prošlosti generacije, ova populacija sadrži više bakterija koje su otporne na antibiotik. U isto vrijeme, događaju se nove mutacije, pridonoseći nove genetske varijacije u postojeće genetske varijacije. Spontane mutacije su vrlo rijetke, a naprjedne mutacije još i rjeđe. Međutim, populacije bakterija su dovoljno velika da će nekoliko jedinki imati korisne mutacije. Ako nova mutacija smanjuje njihovu osjetljivost na antibiotik, te jedinke imaju veću vjerojatnost da prežive kad sljedeći budu izložene tom antibiotiku.
Još jedan primjer prirodnog odabira je brezova grbica (Biston betularia). U nekim dijelovima Velike Britanije za vrijeme industrijske revolucije, zbog naglog razvoja industrije i onečišćenja, kora breze postala je tamnija. Na kori breze se inače zadržava leptir brezova grbica, koji može imati crna ili bijela krila. Prije zagađenja bilo je više bijelih oblika jer su na prirodno svijetloj kori breze bili teško uočljivi. Nakon zagađenja bijeli je oblik postavo jače uočljiv od crnog oblika i ptice su lakše uočavale svijetle oblike na tamnoj podlozi. Posljedica je bila povećanje udjela tamnih leptira u populaciji.